# Гута (Островський повіт)
Гута (пол. Huta, нім. Erzhagen) — село в Польщі, у гміні Одолянув Островського повіту Великопольського воєводства.
Населення — 571 особа (2011).

## Демографія
Демографічна структура станом на 31 березня 2011 року:
|          | Загалом | Допрацездатний вік | Працездатний вік | Постпрацездатний вік |
| -------- | ------- | ------------------ | ---------------- | -------------------- |
| Чоловіки | 299     | 65                 | 209              | 25                   |
| Жінки    | 272     | 73                 | 151              | 48                   |
| Разом    | 571     | 138                | 360              | 73                   |